# Championnat d'Europe de football des moins de 17 ans 2025
Navigation
Euro 2024 Euro 2026
Le Championnat d'Europe de football des moins de 17 ans 2025 est la 41e édition du Championnat d'Europe de football des moins de 17 ans (incluant les tournois des moins de 16 ans), compétition organisée par l'UEFA et rassemblant les meilleures équipes nationales masculines européennes des moins de 17 ans. Le tournoi se déroule du 19 mai au 1er juin 2025 en Albanie et retrouve un  format connu à 8 équipes, déjà utilisé de 2003 à 2014 (deux groupes de quatre au premier tour, puis demi-finales et finale, le match pour la troisième place ayant été abandonné après 2006). L'Albanie est rejointe en phase finale par les sept vainqueurs du Tour 2 des éliminatoires.
Le Portugal est vainqueur de l'édition, après avoir battu la France en finale 3-0.

## Organisation

### Sélection de l'hôte
Le Comité exécutif de l'UEFA a choisi l'Albanie pour accueillir la phase finale de 2025, une première pour le pays.

### Villes et stades
La compétition se déroule dans quatre stades, la finale étant prévue à l'Arena Kombëtare. L'Arena Kombëtare, à Tirana, a accueilli la première finale de l'UEFA Conference League en 2022.
| Tirana                            | Elbasan                         | Rrogozhinë                     | Durrës                              |
| --------------------------------- | ------------------------------- | ------------------------------ | ----------------------------------- |
| Arena Kombëtare Capacité : 22 500 | Elbasan Arena Capacité : 15 000 | Egnatia Arena Capacité : 4 267 | Stade Niko Dovana Capacité : 12 040 |
|                                   |                                 | Arena Egnatia                  |                                     |

## Phase finale
Le tirage au sort a eu lieu le lundi 31 mars 2025 à la Maison du football à Tirana.

### Groupe A
| Rang | Équipe    | Pts | J | G | N | P | Bp | Bc | Diff |
| ---- | --------- | --- | - | - | - | - | -- | -- | ---- |
| 1    | France    | 7   | 3 | 2 | 1 | 0 | 7  | 0  | +7   |
| 2    | Portugal  | 7   | 3 | 2 | 1 | 0 | 6  | 1  | +5   |
| 3    | Allemagne | 3   | 3 | 1 | 0 | 2 | 5  | 5  | 0    |
| 4    | Albanie   | 0   | 3 | 0 | 0 | 3 | 0  | 12 | -12  |

1re journée
| 19 mai 2025 | Albanie | 0 - 4   | Portugal                                                                             | Arena Kombëtare                                |                                                |
| 18h00       |         | (0 - 1) | 36e Rafael Quintas · 68e (pen.) Mateus Mide · 82e Anísio Cabral · 90+2e Tomás Soares | Spectateurs : 8 662 Arbitrage : Patrik Kolarić | Spectateurs : 8 662 Arbitrage : Patrik Kolarić |
| 18h00       | Rapport |         |                                                                                      | Spectateurs : 8 662 Arbitrage : Patrik Kolarić | Spectateurs : 8 662 Arbitrage : Patrik Kolarić |

| 19 mai 2025 | Allemagne | 0 - 3   | France                                                      | Elbasan Arena                              |                                            |
| 20h30       |           | (0 - 2) | 1re Ilyas Azizi · 12e Djylian N'Guessan · 78e Christ Batola | Spectateurs : 4 400 Arbitrage : Joey Kooij | Spectateurs : 4 400 Arbitrage : Joey Kooij |
| 20h30       | Rapport   |         |                                                             | Spectateurs : 4 400 Arbitrage : Joey Kooij | Spectateurs : 4 400 Arbitrage : Joey Kooij |

2e journée
| 22 mai 2025 | Albanie | 0 - 4   | Allemagne                                                                                   | Elbasan Arena                                |                                              |
| 18h00       |         | (0 - 2) | 7e Jeremiah Dennit Mensah · 20e Alexander Staff · 65e Wisdom Mike · 85e Keziah Oteng-Mensah | Spectateurs : 8 330 Arbitrage : Kamal Umudlu | Spectateurs : 8 330 Arbitrage : Kamal Umudlu |
| 18h00       | Rapport |         |                                                                                             | Spectateurs : 8 330 Arbitrage : Kamal Umudlu | Spectateurs : 8 330 Arbitrage : Kamal Umudlu |

| 22 mai 2025 | France  | 0 - 0   | Portugal | Arena Kombëtare                              |                                              |
| 20h30       |         | (0 - 0) |          | Spectateurs : 3 013 Arbitrage : Lukasz Kuzma | Spectateurs : 3 013 Arbitrage : Lukasz Kuzma |
| 20h30       | Rapport |         |          | Spectateurs : 3 013 Arbitrage : Lukasz Kuzma | Spectateurs : 3 013 Arbitrage : Lukasz Kuzma |

3e journée
| 25 mai 2025 | France                                                                    | 4 - 0   | Albanie | Elbasan Arena                                       |                                                     |
| 20h30       | Hermann Diandaga 33e · Djibril Coulibaly 51e · Djylian N'Guessan 66e, 79e | (1 - 0) |         | Spectateurs : 4 400 Arbitrage : Oleksii Derevinskyi | Spectateurs : 4 400 Arbitrage : Oleksii Derevinskyi |
| 20h30       | Rapport                                                                   |         |         | Spectateurs : 4 400 Arbitrage : Oleksii Derevinskyi | Spectateurs : 4 400 Arbitrage : Oleksii Derevinskyi |

| 25 mai 2025 | Portugal                               | 2 - 1   | Allemagne         | Arena Kombëtare                               |                                               |
| 20h30       | Tomás Soares 76e · Daniel Banjaqui 89e | (0 - 0) | 72e Lasse Isbruch | Spectateurs : 2 723 Arbitrage : Mikkel Redder | Spectateurs : 2 723 Arbitrage : Mikkel Redder |
| 20h30       | Rapport                                |         |                   | Spectateurs : 2 723 Arbitrage : Mikkel Redder | Spectateurs : 2 723 Arbitrage : Mikkel Redder |

### Groupe B
| Rang | Équipe     | Pts | J | G | N | P | Bp | Bc | Diff |
| ---- | ---------- | --- | - | - | - | - | -- | -- | ---- |
| 1    | Italie     | 9   | 3 | 3 | 0 | 0 | 8  | 4  | +4   |
| 2    | Belgique   | 4   | 3 | 1 | 1 | 1 | 5  | 4  | +1   |
| 3    | Angleterre | 4   | 3 | 1 | 1 | 1 | 7  | 7  | 0    |
| 4    | Tchéquie   | 0   | 3 | 0 | 0 | 3 | 4  | 9  | -5   |

1re journée
| 20 mai 2025 | Angleterre          | 1 - 1   | Belgique           | Egnatia Arena                                |                                              |
| 18h00       | Alejandro Gomes 12e | (1 - 0) | 49e Noah Fernandez | Spectateurs : 1 688 Arbitrage : Lukasz Kuzma | Spectateurs : 1 688 Arbitrage : Lukasz Kuzma |
| 18h00       | Rapport             |         |                    | Spectateurs : 1 688 Arbitrage : Lukasz Kuzma | Spectateurs : 1 688 Arbitrage : Lukasz Kuzma |

| 20 mai 2025 | Italie                                 | 2 - 1   | Tchéquie       | Stade Niko Dovana                                   |                                                     |
| 20h30       | Samuele Inacio 38e · Antonio Arena 42e | (2 - 0) | 52e Matouš Srb | Spectateurs : 4 445 Arbitrage : Oleksii Derevinskyi | Spectateurs : 4 445 Arbitrage : Oleksii Derevinskyi |
| 20h30       | Rapport                                |         |                | Spectateurs : 4 445 Arbitrage : Oleksii Derevinskyi | Spectateurs : 4 445 Arbitrage : Oleksii Derevinskyi |

2e journée
| 23 mai 2025 | Belgique                              | 3 - 1   | Tchéquie                | Stade Niko Dovana                             |                                               |
| 18h00       | Ali Camara 24e, 42e · Wout Gielen 45e | (3 - 0) | 65e (csc) Brent Jonkers | Spectateurs : 2 950 Arbitrage : Mikkel Redder | Spectateurs : 2 950 Arbitrage : Mikkel Redder |
| 18h00       | Rapport                               |         |                         | Spectateurs : 2 950 Arbitrage : Mikkel Redder | Spectateurs : 2 950 Arbitrage : Mikkel Redder |

| 23 mai 2025 | Italie                                                                                          | 4 - 2   | Angleterre               | Egnatia Arena                              |                                            |
| 20h30       | Samuele Inacio 10e (pen.) · Cristiano De Paoli 37e · Thomas Campaniello 67e · Andrea Luongo 77e | (2 - 1) | 23e, 49e Alejandro Gomes | Spectateurs : 3 074 Arbitrage : Joey Kooij | Spectateurs : 3 074 Arbitrage : Joey Kooij |
| 20h30       | Rapport                                                                                         |         |                          | Spectateurs : 3 074 Arbitrage : Joey Kooij | Spectateurs : 3 074 Arbitrage : Joey Kooij |

3e journée
| 26 mai 2025 | Tchéquie                                | 2 - 4   | Angleterre                                                              | Egnatia Arena                                  |                                                |
| 20h30       | Martin Palaščák 59e · Hugo Sochůrek 89e | (0 - 4) | 6e Max Dowman · 15e Alejandro Gomes · 36e Harry Howell · 40e Harry Gray | Spectateurs : 3 900 Arbitrage : Patrik Kolarić | Spectateurs : 3 900 Arbitrage : Patrik Kolarić |
| 20h30       | Rapport                                 |         |                                                                         | Spectateurs : 3 900 Arbitrage : Patrik Kolarić | Spectateurs : 3 900 Arbitrage : Patrik Kolarić |

| 26 mai 2025 | Belgique                  | 1 - 2   | Italie                                         | Stade Niko Dovana                            |                                              |
| 20h30       | August De Wannemacker 12e | (1 - 0) | 62e Samuele Inacio · 78e (pen.) Samuele Inacio | Spectateurs : 1 513 Arbitrage : Florian Lata | Spectateurs : 1 513 Arbitrage : Florian Lata |
| 20h30       | Rapport                   |         |                                                | Spectateurs : 1 513 Arbitrage : Florian Lata | Spectateurs : 1 513 Arbitrage : Florian Lata |

### Tableau final
|  | Demi-finales | Demi-finales | Demi-finales | Demi-finales |        |        | Finale    | Finale    | Finale   | Finale   |
|  |              |              |              |              |        |        |           |           |          |          |
|  | 29 mai       | 29 mai       | 29 mai       | 29 mai       |        |        | 1er juin  | 1er juin  | 1er juin | 1er juin |
|  | France       | France       | 3            | 3            |        |        | 1er juin  | 1er juin  | 1er juin | 1er juin |
|  | France       | France       | 3            | 3            |        |        | 1er juin  | 1er juin  | 1er juin | 1er juin |
|  | Belgique     | Belgique     | 2            | 2            |        |        | 1er juin  | 1er juin  | 1er juin | 1er juin |
|  | Belgique     | Belgique     | 2            | 2            | France | France | 0         | 0         |          |          |
|  | 29 mai       |              |              |              | France | France | 0         | 0         |          |          |
|  |              |              | Portugal     | Portugal     | 3      | 3      |           |           |          |          |
|  | Italie       | Italie       | Portugal     | Portugal     | 3      | 3      | 2 (3) tab | 2 (3) tab |          |          |
|  | Italie       | Italie       |              |              |        |        |           | 2 (3) tab |          |          |
|  | Portugal     | Portugal     | 2 (4)        | 2 (4)        |        |        |           |           |          |          |
|  | Portugal     | Portugal     | 2 (4)        | 2 (4)        |        |        |           |           |          |          |

#### Demi-finales
| 29 mai 2025 | France                                                            | 3 - 2   | Belgique                                   | Elbasan Arena, Elbasan                        |                                               |
| 18h00       | Abdoulaye Camara 42e · Rudy Matondo 50e · Djylian N'Guessan 54e · | (1 - 1) | 45+2e (pen.) Noah Fernandez · 79e Axl Wins | Spectateurs : 2 030 Arbitrage : Mikkel Redder | Spectateurs : 2 030 Arbitrage : Mikkel Redder |
| 18h00       | Rapport                                                           |         |                                            | Spectateurs : 2 030 Arbitrage : Mikkel Redder | Spectateurs : 2 030 Arbitrage : Mikkel Redder |

| 29 mai 2025 | Italie | 2 - 2             | Portugal                                                                               | Arena Kombëtare, Tirana                    |                                            |
| 20h30       | Samuele Inacio 20e · Alessio Baralla 59e                                                                  | (1 - 1)           | 28e Stevan Manuel · 67e Tomás Soares                                                   | Spectateurs : 2 200 Arbitrage : Joey Kooij | Spectateurs : 2 200 Arbitrage : Joey Kooij |
| 20h30       | Rapport                                                                                                   |                   |                                                                                        | Spectateurs : 2 200 Arbitrage : Joey Kooij | Spectateurs : 2 200 Arbitrage : Joey Kooij |
| 20h30       | Christian Comotto · Vincenzo Prisco · Laurence Giani · Samuele Inacio · Valerio Maccaroni · Dauda Iddrisa | Tirs au but 3 - 4 | Tomás Soares · Yoan Pereira · Gil Neves · Mateus Mide · Gabriel Dbouk · Martim Chelmik | Spectateurs : 2 200 Arbitrage : Joey Kooij | Spectateurs : 2 200 Arbitrage : Joey Kooij |

#### Finale
| 1er juin 2025 | France  | 0 - 3   | Portugal                                             | Arena Kombëtare, Tirana                              |                                                      |
| 20h30         |         | (0 - 2) | 30e Anísio Cabral · 38e Duarte Cunha · 60e Gil Neves | Spectateurs : 10 243 Arbitrage : Oleksii Derevinskyi | Spectateurs : 10 243 Arbitrage : Oleksii Derevinskyi |
| 20h30         | Rapport |         |                                                      | Spectateurs : 10 243 Arbitrage : Oleksii Derevinskyi | Spectateurs : 10 243 Arbitrage : Oleksii Derevinskyi |

| France | Portugal |

| FRANCE :       |    |                   |     |     |
|                |    |                   |     |     |
| Titulaires :   |    |                   |     |     |
| Gardien de but | 01 | Ilan Jourdren     |     |     |
|                | 12 | Kyllian Antonio   |     |     |
|                | 13 | Hermann Diandaga  |     |     |
|                | 05 | Emmanuel Mbemba   |     |     |
|                | 03 | Lucas Batbedat    |     | 84e |
|                | 18 | Rudy Matondo      |     | 77e |
|                | 08 | Paul Eymard       | 66e |     |
|                | 06 | Abdoulaye Camara  |     | 61e |
|                | 17 | Djibril Coulibaly |     | 61e |
|                | 07 | Rémi Himbert      |     | 77e |
|                | 09 | Djylian N'Guessan |     |     |
| Remplaçants :  |    |                   |     |     |
| Gardien de but | 16 | Léo-Paul Bouyer   |     |     |
|                | 02 | David Boly        |     |     |
|                | 04 | Elikya Legros     |     |     |
|                | 10 | Ilyas Azizi       | 78e | 61e |
|                | 11 | Milan Leccese     |     |     |
|                | 14 | Tom Raiani        |     | 84e |
|                | 15 | Believe Munongo   |     | 61e |
|                | 19 | Sanah Camara      |     | 77e |
|                | 20 | Christ Batola     |     | 77e |
| Entraîneur :   |    |                   |     |     |
| Lionel Rouxel  |    |                   |     |     |

| PORTUGAL :     |     |                   |       |     |
|                |     |                   |       |     |
| Titulaires :   |     |                   |       |     |
| Gardien de but | 01  | Romário Cunha     |       |     |
|                | 13  | Daniel Banjaqui   | 90+2e |     |
|                | 03  | Martim Chelmik    |       |     |
|                | 04  | Mauro Furtado     | 90+5e |     |
|                | 05  | José Neto         |       |     |
|                | 10  | Mateus Mide       |       | 58e |
|                | 06  | Rafael Quintas    |       |     |
|                | 18  | Bernardo Lima     |       | 77e |
|                | 07  | Duarte Cunha      |       | 67e |
|                | 09  | Anísio Cabral     | 45+1e | 58e |
|                | 11  | Stevan Manuel     |       | 58e |
| Remplaçants :  |     |                   |       |     |
| Gardien de but | 12  | Alex Tverdohlebov |       |     |
|                | 02  | Gabriel Dbouk     |       |     |
|                | 08  | Martim Guedes     |       |     |
|                | 14  | Ricardo Neto      |       | 67e |
|                | 15  | Yoan Pereira      |       | 58e |
|                | 16  | Santiago Verdi    |       | 77e |
|                | 17  | João Aragão       |       |     |
|                | 19  | Tomás Soares      | 81e   | 58e |
|                | 200 | Gil Neves         |       | 58e |
| Entraîneur :   |     |                   |       |     |
| João Santos    |     |                   |       |     |

| Arbitres assistants : Oleksii Myronov Christopher Rae Quatrième arbitre : Joey Kooij |